# Merlyn Rees
Merlyn Rees, baron Merlyn-Rees (ur. 18 grudnia 1920 w Cilfynydd w Glamorgan w Walii, zm. 5 stycznia 2006) – brytyjski polityk, członek Izby Gmin z ramienia Partii Pracy, dożywotni członek Izby Lordów, minister w rządach Harolda Wilsona i Jamesa Callaghana.
Wykształcenie odebrał w Harrow Weald Grammar School w Harrow oraz w Goldsmiths College w Londynie, gdzie w latach 1939–1941 by przewodniczącym związku studentów. Podczas II wojny światowej służył w szwadronie RAF Uniwersytetu w Nottingham. W 1945 r. został dowódcą szwadronu. Po wojnie studiował ekonomię na London School of Economics. W 1949 r. rozpoczął pracę nauczyciela w Harrow. Uczył ekonomii i historii przez 11 lat. W tym czasie trzykrotnie bez powodzenia startował w wyborach do Izby Gmin w okręgu Harrow East. W latach 1959–1962 był członkiem Instytutu Edukacji Uniwersytetu Londyńskiego.
Do parlamentu Rees dostał się w 1963 r., wygrywając wybory uzupełniające w okręgu Leeds South, rozpisane po śmierci dotychczasowego lidera laburzystów, Hugh Gaitskella. Po likwidacji tego okręgu w 1983 r. Rees reprezentował okręg wyborczy Morley and Leeds South.
W 1965 r. został podsekretarzem stanu ds. armii w ministerstwie obrony. W latach 1966–1968 był podsekretarzem stanu ds. sił powietrznych, a w latach 1968–1970 podsekretarzem stanu w Home Office. W 1974 r. został członkiem gabinetu jako minister ds. Irlandii Północnej. Wcześniej, od 1972 r., zajmował się sprawami północnoirlandzkimi jako członek gabinetu cieni. W 1976 r. został ministrem spraw wewnętrznych. Pozostał na tym stanowisku do wyborczej porażki laburzystów w 1979 r.
Z miejsca w Izbie Gmin zrezygnował w 1992 r. Został kreowany parem dożywotnim jako baron Merlyn-Rees i zasiadł w Izbie Lordów. Od 1990 r. był przewodniczącym Video Standards Council. W latach 1994–2002 był pierwszym kanclerzem uniwersytetu Glamorgan.
Zmarł w 2006 r. Był żonaty z Colleen, miał trzech synów. Opublikował m.in. Northern Ireland: a personal perspective (1985).